# Partido Fascista Sanmarinense
El Partido Fascista Sammarinense (en italiano, Partito Fascista Sammarinése) o PFS fue un partido político fascista que gobernó San Marino desde 1923 hasta 1943.

## Historia
Fue fundado y dirigido por Giuliano Gozi, un veterano sammarinense de la Primera Guerra Mundial que se ofreció como voluntario en el Real Ejército Italiano, el 10 de agosto de 1922, y se inspiró directamente en el Partido Nacional Fascista del Reino de Italia circundante. Gozi provenía de una familia distinguida y ocupó los cargos de secretario de Relaciones Exteriores (en San Marino, el secretario de Relaciones Exteriores lidera el gabinete) y secretario del Interior; estas dos oficinas le dieron el control del ejército y la policía. Desde el principio, el partido utilizó la violencia y la intimidación contra opositores como los socialistas. El periódico de su partido era el Il Popolo Sammarinese, inspirado en el Il Popolo d'Italia. En términos de política e ideología, el partido no fue innovador y se apegó al fascismo italiano. Persiguieron la industrialización que convirtió a un país de granjeros en su mayoría en uno de trabajadores fabriles.
En abril de 1923, Gozi fue elegido como el primer Capitán Regente fascista. Después de las elecciones de octubre, ambos capitanes regentes eran fascistas y siguieron siéndolo en las elecciones posteriores durante las siguientes dos décadas, ya que todos los demás partidos políticos fueron prohibidos en 1926, lo que convirtió a San Marino en un estado de partido único. Sin embargo, los políticos independientes continuaron formando una mayoría en el Gran y General Consejo hasta 1932. Además, el partido se dividió entre la facción de Gozi y la facción de Ezio Balducci, lo que los obligó a buscar orientación y mediación en el partido italiano.
En 1932, la facción de Balducci fundó un periódico rival, La Voce del Titano. Al año siguiente fue acusado de planear un golpe de Estado y detenido por las autoridades italianas tras huir a Roma. Balducci y otros presuntos conspiradores fueron purgados del partido y juzgados y condenados a trabajos forzados en 1934 por un tribunal especial, pero el castigo nunca se llevó a cabo.
En 1942, cuatro años después de que Italia hubiera promulgado las leyes raciales italianas, Gozi promulgó la Ley Racial Sammarinés n. 33, que prohibía el matrimonio interracial, incluso entre judíos y sammarineses no judíos.  El régimen no participó en la deportación de judíos italianos a territorios controlados por los nazis y acogió a aproximadamente 100.000 refugiados italianos, de los cuales aproximadamente 1.000 eran judíos durante la Segunda Guerra Mundial. Fue disuelto en 1944. 